# Facundo Campazzo
Facundo Campazzo   (Córdoba, 23 de març de 1991), també conegut com a Facu, és un jugador de basquetbol argentí integrant de la Selecció de basquetbol de l'Argentina. Juga de base al Real Madrid Baloncesto de la Lliga ACB, màxima divisió espanyola.
Ha format part de diferents equips de la selecció argentina, entre ells, aquell que va participar en els Jocs Olímpics de Londres 2012 i del Campionat Mundial 2014.

## Trajectòria esportiva

### Començaments
Campazzo es va iniciar en el básquetbol al club Municipal de Còrdova als 13 anys, on va jugar fins al voltant dels 14 anys. Després va passar a formar part d'Unió Elèctrica, un altre equip cordovès, fins a 2007, any en què decideix provar sort i provar-se en els principals equips de la ciutat de Mar del Plata (Peñarol i Quilmes), al que després de proves en tots dos equips entra a les files de Peñarol de Mar del Plata. Aquest mateix any Campazzo lideraria a l'equip marplatense per obtenir el títol provincial i el títol nacional en la categoria cadets (sub-16). En 2008 va aconseguir repetir aquests mateixos títols però en la categoria següent, Juvenils (sub-18), títols en els quals va ser figura i es va consagrar com una de les promeses del club.

### Carrera professional

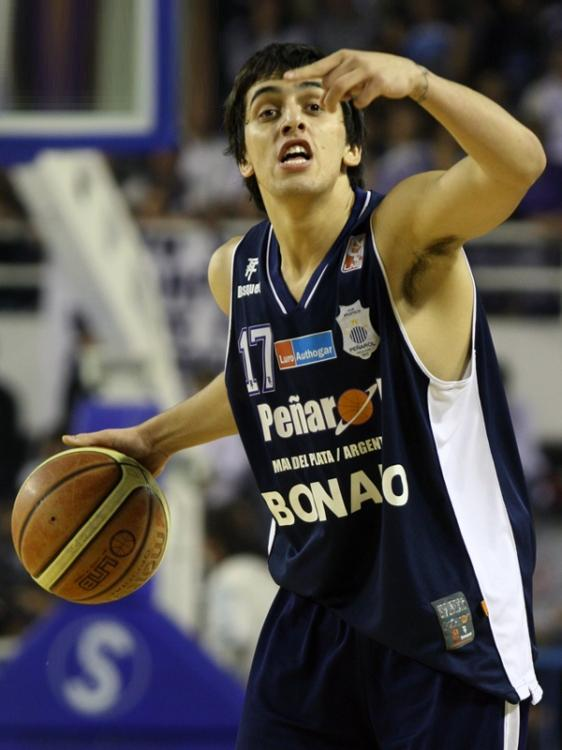
Campazzo en un partit al Poliesportiu Illes Malvines, en 2009.

Després de realitzar les etapes inferiors al club, Campazzo va debutar el 2 de setembre de 2008 per Peñarol amb una sòlida actuació en un partit de Copa Argentina. Durant la temporada 2008/09 va participar poc a causa del seu caràcter de jugador juvenil. No obstant això, finalitzant la temporada, el jugador cordovès va guanyar popularitat i rellevància en el planter gràcies a bones actuacions en els play-offs pel campionat. Aquestes actuacions li van fer guanyar la confiança de l'entrenador Sergio Hernández. En la temporada 2009/10 va aconseguir tenir més minuts en pista i fins i tot va ser clau en la final del Torneig Súper 8 2009, on va convertir dos tirs lliures importants sobre els últims segons de joc.
Més tard va començar la Lliga de las Américas, on "Facu" va jugar 40 minuts durant els sis partits que va disputar el club, aconseguint així ser campió. Durant la lliga d'aquest any va tancar una bona actuació, amb 928 minuts jugats ja es va convertir en un jugador regular de l'equip.

Ja per a la següent temporada de la lliga, es va afermar en l'equip en un moment en què el mateix no aconseguia bones actuacions a causa de la tants partits entre copes i lliga.
| «                  | La verdad que la seguidilla de partidos no nos llega en un buen momento. No venimos jugando bien, siempre remamos de abajo con diferencias de 10 o más, pero es cuestión de entrenar, de levantar cabeza y concentración porque nosotros sabemos lo que somos, lo que fuimos y lo que podemos llegar a ser. | » |
| — Facundo Campazzo | |   |

Després del retir de "Tato" Rodríguez, qui era el base titular de l'equip, se li van obrir més possibilitats, tal és el cas que el tècnic va passar a considerar-lo el titular.
| «                         | El base titular de mi equipo es Facundo Campazzo | » |
| — Sergio Santos Hernández |                                                  |   |

Aquella temporada va ser una de les millors per Facundo, jugant al voltant de 1800 minuts en 59 partits va contribuir de manera directa al tricampeonat del club. A més d'això, va ser reconegut com l'MVP de les finals.
Després d'un pas per la selecció en 2012, va tornar a la lliga jugant 52 partits i destacant-se en l'equip. Tot i que Peñarol no va aconseguir títols en aquesta temporada, Facundo ja estava afermat en l'equip titular.
Durant la seva última temporada a Peñarol, "Facu" va ser novament determinant per a l'obtenció de la Lliga Nacional d'aquest any, on també va ser triat com a MVP de les finals, a més de figurar en el quintet ideal.

#### Reial Madrid
Abans que acabés la Lliga Nacional 2013/14 se sabia que aquesta era l'última temporada de Campazzo en Peñarol. Solament restava conèixer la destinació, alguna cosa que al juliol es va donar a conèixer i més tard es va fer oficial. Facundo va signar amb el Reial Madrid durant primers dies d'agost.
A la fi de novembre, quan venia guanyant rodatge, 8 partits en Lliga Endesa i quatre en Eurolliga, va sofrir una lesió al turmell que el va deixar marginat el que va restar de l'any. Després del seu retorn, Facu va continuar jugant per a l'equip com a tercera o quarta opció del tècnic, portant-lo a jugar poc temps i més tard, a no ser convocat pels play offs de la lliga. A més d'això, malgrat estar anotant i anar al banc de suplents, no va disputar el Final Four de l'Eurolliga.

#### UCAM Murcia
Després del seu primer any al Real Madrid, sent el tercer base de l'equip, "Facu" és cedit al UCAM Murcia. Abans d'arribar a l'equip murcià s'havien interessat uns altres a comptar amb ell, entre ells Lietuvos Rytas de Lituània, el Montakit Fuenlabrada i el CAI Zaragoza, tots dos d'Espanya.
| «                                               | Campazzo llegará con muchas ganas de reivindicarse, tras haber estado un año sin jugar demasiado. Para su llegada sólo restan definir pequeños detalles, pero ya estamos todos de acuerdo. Tanto el jugador como el Real Madrid, como el Murcia querían que se cierre la operación. Campazzo es un jugador que arrastra al equipo en situaciones límite y un director de juego con muchísima hambre. Es importante que vengan jugadores con hambre y que comprendan el proyecto del equipo. | » |
| — Alejandro Gómez, Director General del Murcia. | |   |

Facundo va ser determinant en el caminar de l'equip murcià, tal és que va ser triat entre els millors bases de la lliga, i va ajudar l'equip a entrar en play-offs, on van perdre en la primera ronda davant el Reial Madrid. Conclosa la temporada 2015-16, renova contracte amb l'equip madrileny, que el torna a cedir al Múrcia.
Durant la temporada 2016-2017 el UCAM Múrcia va jugar, a més de la Lliga Endesa, l'Eurocup, sent aquesta la primera participació internacional de l'equip. A la competició europea l'equip va arribar a la segona fase, el Top 16, on va quedar eliminat en acabar últim del seu grup. A la Lliga Endesa l'equip va quedar novè i no va accedir als play-offs. Facundo va ser triat dins del segon quintet ideal del torneig.

### Selecció Argentina

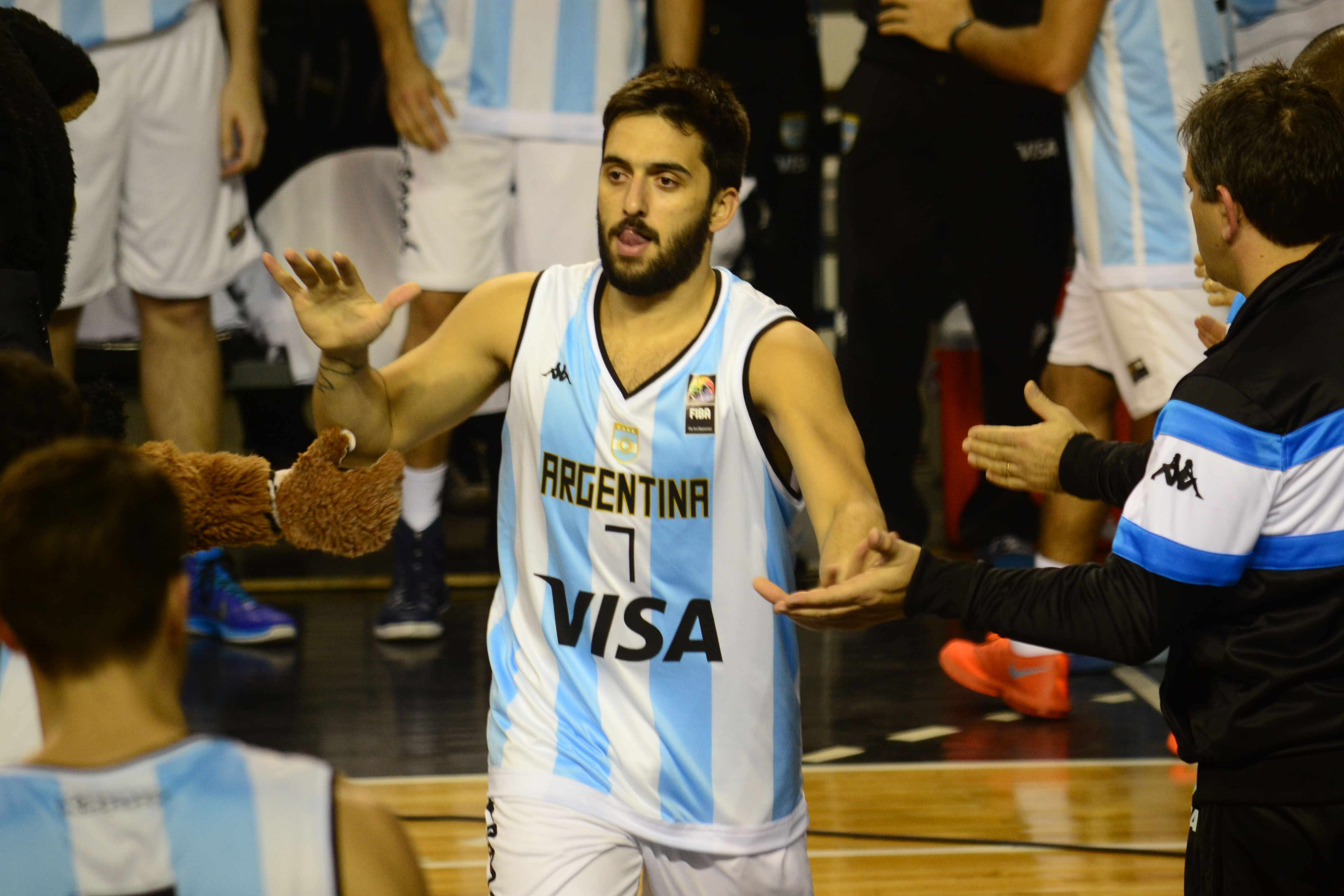

Facundo Campazzo ha format part en diverses ocasions de la selecció nacional argentina per a diferents categories 'formatives'. Ha format part de la selecció argentina de cadets i la selecció argentina sub-18, amb la qual va disputar el prestigiós torneig Albert Schweitzer, on va obtenir el 6º lloc. Va ser citat com a part del preseleccionat argentí sub-19.
Al 2012, es va consagrar campió del Campionat Sud-americà en Chaco, Argentina. L'entrenador Julio Llepis el va citar per competir en els Jocs Olímpics de Londres 2012 amb la selecció absoluta de l'Argentina.
Al 2013, va formar part del planter que va participar en el Campionat FIBA Américas i va obtenir la medalla de bronze, aconseguint també la classificació a la Copa Mundial de l'any següent.
Al 2014, va obtenir la medalla de plata en el Campionat Sud-americà disputat en Illa Margarita, Veneçuela, es va consagrar campió dels jocs ODESUR a Xile i va quedar preseleccionat per al Campionat Mundial, realitzant la gira prèvia juntament amb el primer equip.

Al Campionat Mundial, Facundo va formar part de tots els partits argentins, on va saber jugar compartint el lloc amb Pablo Prigioni. Va acabar amb 55 punts, 9 rebots i 26 assistències en 158 minuts jugats.
| «                | Creo que el equipo merecía llegar más lejos, sobre todo por lo hecho en la primera fase. Queríamos pasar un cruce, por lo menos, pero Brasil fue más. Sabíamos que para ganarle a Brasil debíamos hacer un partido casi perfecto. Durante el primer tiempo ejecutamos parte del plan, pero luego no pudimos detener la ofensiva del rival. | » |
| — Facu Campazzo. | |   |

Al 2015, va ser part de l'equip que va competir al Campionat FIBA Américas disputat a la Ciutat de Mèxic obtenint la classificació per als Jocs Olímpics de Rio de Janeiro 2016 i el segon lloc en aquest torneig.
Al 2017, va ser factor determinant per a la victòria en diverses trobades preliminars al Campionat FIBA Américas, aportant cistelles, taps, i assistències determinants durant els últims segons de joc portant a l'Argentina a la final contra Estats Units i el segon lloc en aquest torneig, va ser triat el millor base de la competició i integrant del millor quintet, amb mitjanes de 14 punts, 6, 6 assistències, 2, 2 robatoris i 17, 8 de valoració.

## Estil de joc
Campazzo és un jugador ràpid i àgil. Si bé és més baix que la majoria dels seus rivals, ell aconsegueix suplir aquesta falta d'altura amb bon domini de la pilota, un bon tir exterior, i una defensa intensa. El seu entrenador en la Lliga Nacional, Sergio Hernández, qui també va ser l'entrenador del seleccionat argentí de básquet, l'ha caracteritzat com algú "tremendament competitiu, molt intel·ligent i molt disciplinat".

## Estadístiques
| Equip                             | Temporada/Torneig                 | PJ  | Pts  | Min         | Dobles      | Dobles      | Triples     | Triples     | Lliures     | Lliures     | Rebots      | Rebots      | As          |
| Equip                             | Temporada/Torneig                 | PJ  | Pts  | Min         | C           |             | C           |             | C           |             | Def         | Of          | As          |
| --------------------------------- | --------------------------------- | --- | ---- | ----------- | ----------- | ----------- | ----------- | ----------- | ----------- | ----------- | ----------- | ----------- | ----------- |
| Peñarol                           | LNB 2008-09                       | 24  | 36   | 130         | 5           | 15          | 7           | 19          | 5           | 10          | 10          | 6           | 12          |
| Peñarol                           | LNB 2009-10                       | 48  | 273  | 928         | 35          | 85          | 45          | 128         | 68          | 93          | 64          | 30          | 75          |
| Peñarol                           | Súper 8 2009                      | 3   | 17   | sense dades | sense dades | sense dades | sense dades | sense dades | sense dades | sense dades | sense dades | sense dades | sense dades |
| Peñarol                           | LDA 2009-10                       | 6   | 40   | 107         | 3           | 8           | 7           | 13          | 13          | 16          | 5           | 4           | 9           |
| Peñarol                           | LNB 2010-11                       | 57  | 390  | 1108        | 76          | 124         | 56          | 166         | 70          | 105         | 86          | 32          | 108         |
| Peñarol                           | Súper 8 2010                      | 3   | 27   | 76,46       | 5           | 7           | 2           | 7           | 11          | 12          | 4           | 3           | 9           |
| Peñarol                           | LDA 2010-11                       | 6   | 46   | 111         | 7           | 17          | 7           | 17          | 11          | 18          | 14          | 5           | 11          |
| Peñarol                           | LNB 2011-12                       | 59  | 840  | 1887        | 140         | 243         | 123         | 286         | 191         | 255         | 206         | 50          | 350         |
| Peñarol                           | Súper 8 2011                      | 1   | 8    | 36,30       | 1           | 1           | 0           | 3           | 6           | 8           | 3           | 0           | 6           |
| Peñarol                           | LSC 2012                          | 9   | 121  | 282         | 17          | 40          | 17          | 39          | 8           | 29          | 29          | 8           | 51          |
| Peñarol                           | LNB 2012-13                       | 52  | 744  | 1727        | 148         | 250         | 76          | 248         | 220         | 295         | 169         | 41          | 315         |
| Peñarol                           | Súper 8 2012                      | 1   | 7    | 35,53       | 1           | 6           | 0           | 6           | 5           | 5           | 2           | 1           | 10          |
| Peñarol                           | LSC 2013                          | 3   | 66   | 86          | 12          | 16          | 9           | 18          | 15          | 19          | 5           | 3           | 17          |
| Peñarol                           | LNB 2013-14                       | 48  | 765  | 1521,59     | 169         | 305         | 69          | 181         | 220         | 293         | 171         | 34          | 287         |
| Peñarol                           | Súper 8 2013                      | 3   | 45   | 88,22       | 8           | 20          | 3           | 10          | 20          | 28          | 12          | 1           | 23          |
| Totals en Peñarol.                | Totals en Peñarol.                | 323 | 3425 | -           | 627         | 1137        | 421         | 1141        | 863         | 1186        | 780         | 218         | 1286        |
| Reial Madrid                      | Lliga ACB 2014-15                 | 32  | 95   | 380         | 26          | 58          | 12          | 37          | 7           | 12          | 26          | 6           | 47          |
| Reial Madrid                      | Supercopa 2014                    | 2   | 4    | 15.59       | 0           | 1           | 1           | 2           | 1           | 2           | 1           | 0           | 1           |
| Reial Madrid                      | Copa del Rei 2015                 | 3   | 0    | 4.39        | 0           | 0           | 0           | 0           | 0           | 0           | 0           | 0           | 1           |
| Reial Madrid                      | Eurolliga 2014-15                 | 11  | 31   | 94:48       | 6           | 10          | 4           | 11          | 7           | 10          | 6           | 0           | 22          |
| Totals en Reial Madrid (2014-15). | Totals en Reial Madrid (2014-15). | 48  | 130  | -           | 32          | 69          | 17          | 50          | 15          | 24          | 33          | 6           | 71          |
| UCAM Murcia                       | Lliga ACB 2015-16                 | 37  | 468  | 983         | 91          | 203         | 58          | 172         | 112         | 144         | 99          | 9           | 197         |
| UCAM Murcia                       | Playoffs ACB 2015-16              | 3   | 66   | 88          | 9           | 17          | 11          | 23          | 15          | 19          | 10          | 1           | 17          |
| UCAM Murcia                       | Lliga ACB 2016-17                 | 31  | 437  | 885         | 87          | 183         | 58          | 187         | 89          | 111         | 74          | 12          | 183         |
| UCAM Murcia                       | Eurocup 2016-17                   | 13  | 171  | 392:11      | 28          | 65          | 27          | 85          | 34          | 46          | 31          | 4           | 87          |
| Totals en el UCAM Murcia.         | Totals en el UCAM Murcia.         |     |      | -           |             |             |             |             |             |             |             |             |             |
| Reial Madrid                      | Lliga ACB 2017-18                 | 24  | 239  | 583         | 56          | 90          | 26          | 77          | 49          | 65          | 42          | 4           | 107         |
| Reial Madrid                      | Playoffs ACB 2017-18              | 9   | 59   | 139         | 8           | 22          | 11          | 25          | 10          | 13          | 14          | 1           | 25          |
| Reial Madrid                      | Eurolliga 2017-18                 | 30  | 236  | 693:26      | 39          | 93          | 41          | 109         | 35          | 42          | 65          | 7           | 134         |

### Selecció nacional
| Equip     | Torneig                                | PJ | Pts | Min | Dobles | Dobles | Triples | Triples | Lliures | Lliures | Rebots | Rebots | As |
| Equip     | Torneig                                | PJ | Pts | Min | C      |        | C       |         | C       |         | Def    | Of     | As |
| --------- | -------------------------------------- | -- | --- | --- | ------ | ------ | ------- | ------- | ------- | ------- | ------ | ------ | -- |
| Argentina | Campionat SudamericanoResistencia 2012 | 5  | 54  | 129 | 11     | 18     | 8       | 19      | 8       | 12      | 11     | 2      | 15 |
| Argentina | JJ OOLondres 2012                      | 8  | 37  | 151 | 6      | 10     | 6       | 13      | 7       | 10      | 14     | 4      | 26 |
| Argentina | PremundialCaracas 2013                 | 10 | 135 | 292 | 28     | 48     | 18      | 43      | 25      | 43      | 23     | 5      | 62 |
| Argentina | JuegosODESUR 2014                      | 5  | 19  | 73  | 4      | 11     | 1       | 8       | 8       | 13      | 5      | 1      | 16 |
| Argentina | MundialEspaña 2014                     | 6  | 55  | 158 | 12     | 30     | 7       | 25      | 10      | 13      | 7      | 2      | 26 |
| Argentina | PanamericanosToronto 2015              | 4  | 63  | 99  | 9      | 17     | 8       | 14      | 21      | 24      | 7      | 3      | 15 |

## Distincions individuals
- Triat jugador revelació del torneig de la Lliga Nacional de Básquet en la temporada 2009-10.
- Triat Millor Jugador de la Copa Argentina 2010.
- Triat Millor Jugador del Torneig Súper 8 2011.
- Triat Jugador de major progrés de la temporada 2011/12.
- Triat Millor Jugador del Torneig Súper 8 2013.
- Triat Millor Jugador de les finals de la Lliga Nacional de Básquet 2011-12.
- Triat Millor Jugador de les finals de la Lliga Nacional de Básquet 2013-14.
- Participant del Joc dels Estels de la LNB en 2011, 2012 i 2013.
- Triat en el "Quintet Ideal" del Campionat FIBA Américas de 2013.
- Triat en el Millor quintet de la LNB 2013-14.
- Guanyador del premi Olimpia de Plata en 2016 i en 2017.[33][34]